# Nicolaus Goldmann
Nicolaus Goldmann (gedoopt Breslau 29 september 1611 – Leiden vóór 6 juni 1665) was een Duitse wiskundige en architectuurtheoreticus, die het grootste deel van zijn leven in Nederland werkzaam was. Hij was de zoon van de jurist Johann Goldmann (1574-1637), raadsecretaris in Breslau, en Maria Six.
Goldmann studeerde vanaf 1629 rechten aan de Universiteit van Leipzig, en vanaf 1632 rechten en wiskunde aan de Universiteit van Leiden. In die stad werd hij vervolgens privaatdocent voor wiskunde en architectuur, een vak dat hij tot zijn dood zou onderwijzen.
De belangrijkste vrucht van zijn studie vormde zijn in 1659 voltooide manuscript voor een handboek over architectuur, waarvan bij zijn leven diverse versies circuleerden; vijf daarvan zijn bewaard gebleven. Het werd pas lang na zijn dood in 1696 door Leonhard Christoph Sturm onder de titel Vollständige Anweisung zu der Civil Bau-Kunst uitgegeven, met eigen illustraties die duidelijk van Goldmanns oorspronkelijke tekeningen afweken. Het werk zou tot ver in de achttiende eeuw van grote invloed zijn op de ontwerppraktijk van vooral Duitse architecten.